# Historische Jesusforschung
Die historische oder historisch-kritische Jesusforschung (früher: Leben-Jesu-Forschung) versucht die Frage nach dem historischen Jesus zu beantworten. Sie forscht in den Schriften des Urchristentums und anderen Quellen der Antike nach Jesus von Nazaret. Mit historisch-kritischen Methoden rekonstruiert sie Grundzüge seines öffentlichen Wirkens. Für die weitaus meisten Forscher war Jesus ein historischer Jude, durch dessen Auftreten der urchristliche Glaube an Jesus Christus entstand.
Die historische Jesusforschung entstand etwa ab 1740 im Zeitalter der Aufklärung. Sie findet in der universitären christlichen Theologie im Fach Neues Testament (NT), in der Archäologie, Geschichtswissenschaft, Judaistik, Literaturwissenschaft und Religionswissenschaft statt.

## Entstehung
Bis in die Frühe Neuzeit hinein galt die Bibel gemäß kirchlicher Lehre als Heilige Schrift, die Gott selbst nicht nur autorisiert, sondern bewirkt und wörtlich inspiriert habe. Biblische Erzählungen wurden rezitiert, interpretiert und kommentiert, nicht kritisch analysiert und überprüft. Das, was sie mitteilen, galt als wirklich, weil Gott sich darin mitteilte. Das geschriebene Wort galt als unmittelbares Abbild (Analogie) der bezeichneten Dinge, so dass Zeichen und Sache nahezu gleichgesetzt wurden.
Die Erfindung neuer Drucktechniken seit dem 12. Jahrhundert und des Buchdrucks im 15. Jahrhundert veränderten die Auffassung der Bibeltexte. Die Frage nach der richtigen Druckvorlage förderte in der Renaissance die Suche nach einem Urtext der Bibel und die Textkritik. Dabei wurden Originaltexte von Abschriften und Bibelübersetzungen kritisch unterschieden. Die Reformation wertete die Bibel als sich selbst auslegende, keiner kirchlichen Interpretation bedürftige Instanz für christliche Wahrheit (sola scriptura) und ließ nur den wörtlichen Schriftsinn (sensus literalis) gelten. Zugleich verstand Martin Luther Jesus Christus als inhaltliche Mitte und Norm der ganzen Bibel (solus Christus) und übte von da aus Sachkritik an manchen Bibeltexten. Diese Konzentration auf den einheitlich gedruckten und allgemein lesbaren Bibeltext, seinen Wortsinn und seine inhaltliche Bedeutung bereiteten die aufklärerische Bibelkritik vor und ermöglichten sie.
Mit den Fortschritten in den Naturwissenschaften wuchs auch in den Geisteswissenschaften das Interesse an methodisch überprüfbaren und feststellbaren Tatsachen. Schon lange erkannte Widersprüche in und zwischen den Evangelien des NT bedurften auch darum einer Erklärung, weil immer mehr Bevölkerungsteile diese Texte selbst lesen konnten. Im Deismus begann die anhaltende Bemühung, einen historischen Jesus hinter den „Übermalungen“ des NT freizulegen, um ihn als alternatives Leitbild gegen das dogmatisierte Christusbild der Kirchen in Stellung bringen zu können. Die Jesusforschung war also eng mit der Emanzipation des Bürgertums von der mittelalterlichen Vorherrschaft der Kirche verbunden.
Nachdem sich das allgemeine Verständnis von Wissen und das besondere Verständnis der Bibel im christianisierten Europa grundlegend gewandelt hatten, entstand um 1740 die Jesusforschung.

## Überblick
Seit etwa 1870 bezeichnete man die historische Forschung zu Jesus von Nazaret im deutschsprachigen Raum als „Leben-Jesu-Forschung“. Der Ausdruck geht wesentlich auf das Werk Das Leben Jesu (1835/36) von David Friedrich Strauß zurück, auf das viele deutschsprachige Veröffentlichungen mit analogen Titeln folgten. Die Autoren vertraten meist die liberale Theologie im Protestantismus. Sie gingen optimistisch davon aus, mit Hilfe der Zweiquellentheorie die Biografie und „Persönlichkeit“ des historischen Jesus aus den Evangelien rekonstruieren zu können, um sie gegen die von den Aposteln geschaffene, von den Großkirchen dogmatisierte Christologie zu stellen. Albert Schweitzer fasste diese Forschungsperiode 1906 mit seinem Werk Von Reimarus zu Wrede zusammen. Er zeigte, dass fast alle Autoren eines „Lebens Jesu“ ihr eigenes ideales Jesusbild in das NT projiziert hatten. Ab der 2. Auflage 1913 trug das erweiterte Werk den Titel: Geschichte der Leben-Jesu-Forschung.
Seit 1900 zeigten historisch-kritische Arbeiten, dass schon die ältesten urchristlichen Texte Jesu Auftreten nach Gemeinde- und Verkündigungsinteressen gestaltet hatten, so dass die historische Ereignisfolge als kaum noch rekonstruierbar erschien. Die Dialektische Theologie brach seit 1918 mit dem theologischen Liberalismus und wertete das Interesse am historischen Jesus ab. Dennoch wurde weiter nach ihm geforscht, auch außerhalb des deutschen Protestantismus, unter anderem im Judentum.
Seit 1953 stellten Rudolf Bultmanns Schüler eine erneute „Rückfrage nach dem historischen Jesus“, um die nachösterliche Christologie an Jesu Eigenverkündigung zurückzubinden. Sie machten ein doppeltes Differenzkriterium geltend: Authentisch seien nur jene überlieferten Jesusworte, die sich weder aus dem zeitgenössischen Judentum noch dem Urchristentum erklären ließen.
Seit den 1970er Jahren bezog die Jesusforschung sozialgeschichtliche Fragen und Methoden ein. Vor allem in den USA wurden außerkanonische urchristliche Texte verstärkt berücksichtigt. Für Autoren, die diese Quellen bevorzugen, ist Jesus eher von altorientalischer Weisheit und vom Hellenismus beeinflusst. Demgegenüber sehen die meisten neueren Forscher Jesus als Vertreter einer innerjüdischen Erneuerungsbewegung, die auf die biblische Prophetie und Apokalyptik zurückgriff. Sie ersetzen das doppelte Differenzkriterium durch kontextuelle Plausibilität: Als historische Jesusüberlieferung gilt, was aus dem damaligen Judentum erklärbar ist und die Entstehung des Urchristentums verständlich macht.

## Zeitliche Einteilung
Seit etwa 1980 wird die Jesusforschung besonders im englischen Sprachraum oft schematisch in drei Phasen eingeteilt. Die Phasen werden im Englischen quest genannt (wörtlich „Suche“, sinngemäß „Erforschung“).
- Die erste Phase von 1736 bis 1900 wird „first“ oder „old quest“ genannt.
- Die Zeit der Bultmannschule (1953ff.) wird „second“ oder „new quest“ genannt.
- Die Forschung seit etwa 1970 heißt „third quest“.[9]

Der Zeitraum zwischen der ersten und zweiten Phase wird als „no quest“ bezeichnet, weil in diesen etwa 50 Jahren angeblich keine nennenswerte Jesusforschung stattfand. Manche Autoren variieren das Dreiphasenmodell, indem sie einzelne Phasen weiter unterteilen.
Die Einteilung ist in der Jesusforschung jedoch umstritten, vor allem weil sie frühere Vorläufer, Jesus-Bücher aus der angeblichen „no-quest“-Zeit und die starken Richtungsunterschiede innerhalb der neueren Jesusforschung zu wenig berücksichtige. Das Dreiphasenmodell wird daher manchmal als willkürlich und ideologisch motiviert kritisiert.

## Jüdische Vorläufer
Isaak Troki (1533–1594), ein Karäer aus Litauen, trug in seinem Buch zur Stärkung des Glaubens eine frühe Kritik der Evangelien vor: Sie seien längere Zeit nach Jesu Tod verfasst worden, zeigten innere Widersprüche und Tendenzen, für die ihre Autoren Schriftbeweise erfunden oder den Wortlaut von Bibelzitaten verdreht hätten, gäben den Juden die Schuld am Tod Jesu, obwohl er selbst mit seinem Sterben Gottes Willen habe erfüllen wollen, zeigten keine Spur der Trinitätslehre und widersprächen mit Stellen wie Mt 13,55  oder Mt 19,17  klar der Jungfrauengeburt und Göttlichkeit Jesu, der sich Menschensohn genannt habe.
Der hochgebildete Rabbiner Leone da Modena (1571–1648) aus Venedig stellte Jesus in seiner Schrift Magen wa-Ḥereb als liberalen Pharisäer dar. Er habe bestimmte halachische Regeln wie das Händewaschen missachtet und sei deshalb in Konflikte mit anderen Pharisäern geraten (Mk 7,1ff. ). Er habe sich als Sohn Gottes bezeichnet, aber damit kein göttliches Wesen gemeint, sondern sich als von Gott erwählten, den Propheten überlegenen Toralehrer verstanden. Erst spätere Heidenchristen hätten seine Lehren missdeutet, ihn zu einem gottmenschlichen Mischwesen gemacht und die Dogmen der Trinität, Erbsünde und Erlösung davon geschaffen.
1856 und 1873 veröffentlichte Abraham Geiger, Begründer des Reformjudentums, diese von Christen bis dahin kaum beachteten Schriften. Er erklärte besonders Modena zum Vorläufer der Leben-Jesu-Forschung, der einige ihrer Einsichten vorweggenommen habe: die Zugehörigkeit Jesu zum zeitgenössischen Judentum und die Kluft zwischen seiner Lehre und den kirchlichen Dogmen über ihn.

## Erste Phase
Albert Schweitzer gliederte diese Phase rückblickend in drei aufeinander folgende Entweder-oder:
1. „entweder rein geschichtlich oder rein übernatürlich“: Seit David Friedrich Strauß wurden überlieferte Wunder von und an Jesus, vor allem seine Auferstehung, von möglichen historischen Angaben unterschieden. Das folgte der Prämisse des Rationalismus: Historisch könne nur sein, was naturwissenschaftlich möglich und erklärbar sei.
2. „entweder synoptisch oder johanneisch“: Seit der Tübinger Schule wurden die drei verwandten synoptischen Evangelien vom später entstandenen Evangelium nach Johannes abgegrenzt. Erstere wurden als historisch glaubwürdiger eingestuft.
3. „entweder eschatologisch oder uneschatologisch“: Johannes Weiß erkannte als Erster, dass Jesu Verkündigung von der jüdischen Eschatologie und Apokalyptik bestimmt war, und unterschied diese von gegenwartsbestimmten Bestandteilen seiner Lehre.[13] Im Anschluss an Weiß stellte Schweitzer heraus, dass Jesu jüdisch-apokalyptische Endzeiterwartung dem Fortschrittsglauben des 19. Jahrhunderts und den liberalen Jesusbildern widersprach. Die schrittweise Annäherung an Jesu Verkündigung stellte also die Prämisse der Jesusforschung in Frage, seine Lehre gegen den dogmatischen Christus der Kirchen stellen zu können.[14]

### Hermann Samuel Reimarus
Der Deist Hermann Samuel Reimarus (1694–1768) schrieb 1762 nur für seine Freunde eine Apologie oder Schutzschrift für die vernünftigen Verehrer Gottes. Er wagte nicht, sie zu seinen Lebzeiten zu veröffentlichen. Erst posthum (ab 1774) veröffentlichte Gotthold Ephraim Lessing sieben Fragmente daraus (siehe Fragmentenstreit).
Darin unterschied Reimarus das Christusbild der Apostel methodisch streng von Jesu Eigenverkündigung. Er verstand Jesus ganz im Rahmen des Judentums seiner Zeit als politischen Reformator. Jesus habe wie frühere jüdische Propheten das Reich Gottes als nahes weltliches Messiasreich verkündet und die Juden zur Umkehr gerufen, um dieses Reich aufzurichten. Er sei dabei immer fanatischer geworden, bis er schließlich in seinem Kampf gegen die Römer unterlegen und von diesen hingerichtet worden sei. Danach hätten die Apostel seinen Leichnam gestohlen (vgl. Mt 28,11–15 ), dann seine Auferstehung und baldige Wiederkunft verkündet und ihn so zum himmlischen Erlöser gemacht. Aus den Anhängern dieses Aberglaubens sei die Kirche entstanden.
Die Unterscheidung der eigenen  Verkündigung Jesu von der Botschaft der Urchristen und die Einordnung Jesu in das zeitgenössische Judentum sind in der Jesusforschung bis heute gültig. Die Erklärung des Urchristentums aus einem Jüngerbetrug fand dagegen bald Widerspruch.

### Thomas Jefferson
Der dritte Präsident der Vereinigten Staaten Thomas Jefferson (1743–1826), ein Freidenker, wollte ein „von Aberglauben befreites“ Leben Jesu aus allen vier Evangelien herausfiltern, das mit Jesu Begräbnis endete. Die Auferstehung ließ er weg, da sie für ihn zum abgelehnten „Aberglauben“ gehörte.
Aus Vorsicht gegenüber seinen konservativ-christlichen Landsleuten veröffentlichte Jefferson das Werk zu seinen Lebzeiten nicht.
Er gilt als Pionier der synoptischen Betrachtungsweise, die aus gemeinsamen Texten auf historische Zuverlässigkeit und Ursprünglichkeit schließt. Dabei ging er jedoch noch ganz unkritisch vor und listete Jesu Lebensstationen einfach auf, ohne die Widersprüche zwischen den Evangelien zu berücksichtigen und zu erklären.

### Ferdinand Christian Baur
Ferdinand Christian Baur (1792–1860) führte die historisch-kritische Methode in die NT-Forschung ein („Tübinger Schule“). Seit etwa 1836 betonte er gegenüber seinem Schüler David Friedrich Strauß stärker die historische Kontinuität zwischen der vorösterlichen Jesusverkündigung in den Evangelien und der nachösterlichen Theologie der Apostel. Baur sah in Jesus den Gründer des Urchristentums, der historisch einen Messiasanspruch erhoben habe und nicht erst posthum zum mythischen Sohn Gottes vergöttlicht worden sei. Das Kerygma der Jerusalemer Urgemeinde sei eine Wirkung dieser Eigenverkündigung Jesu.
Baur beschrieb die Entwicklung des Urchristentums analog zur idealistischen Dialektik seines Lehrers Georg Wilhelm Friedrich Hegel: Das Judenchristentum der Urgemeinde sei die „These“ einer Gesetzeskirche, das Heidenchristentum des Paulus von Tarsus die „Antithese“ einer Geistkirche gewesen. Aus ihrem Konflikt sei die „Synthese“ des „Frühkatholizismus“ im Johannesevangelium und einigen späteren Gemeindebriefen hervorgegangen. Baur fand auch im christlichen Gnostizismus schon vieles von dem mythisch ausgedrückt, was Hegel dann philosophisch entfaltete.

### David Friedrich Strauß
David Friedrich Strauß (1808–1874) veröffentlichte 1835 sein Werk Das Leben Jesu, kritisch bearbeitet. Seine Grundthese lautete, die Urchristen hätten in den Evangelien durchweg mythische Vorstellungen des Alten Testaments (AT), vor allem die Messiasidee, auf Jesus übertragen. Gegen Reimarus erklärte Strauß die Wunder Jesu nicht als urchristlichen Betrug, als Konzession an die „jüdische Wundersucht“ oder als Illusion, sondern als unbewussten Prozess einer „absichtslos dichtenden Sage“. Damit übernahm er den Mythos-Begriff der damaligen AT-Theologie. Zudem vertrat er, das Johannesevangelium sei von theologischen Interessen ausgehend gestaltet und enthalte, anders als die Synoptiker, kaum zuverlässige historische Daten zu Jesus.
Damit wollte Strauß jene Mythen über Jesus nicht rationalistisch wegerklären oder als dogmatischen Supranaturalismus abwerten, sondern als legitime zeitbedingte Einkleidung einer zeitlosen „Idee der Gottmenschlichkeit“ in diesem historischen Individuum interpretieren. Er wollte die darin verborgenen „ewigen philosophischen Wahrheiten“ aus diesem Kleid herauslösen und durch eine „mystische“ Sicht Jesu ersetzen. Darum enthielt seine Christologie keine Rekonstruktion des historischen Jesus, sondern thematisierte die „Menschheit“. Dass Gott in einem bestimmten Menschen Mensch wurde, war für Strauß nur Ausdruck dafür, dass die Menschheit göttlich sei. Er versuchte also, die kirchlichen Dogmen in philosophische Ideen umzuwandeln, ohne sie als Glaubenswahrheiten aufzugeben.
Das Werk löste heftigen Streit mit Kirchen und Behörden aus und machte Strauß zum berühmten Außenseiter der Jesusforschung. Er fand kaum Zustimmung, weil er die Entstehung des NT und des Christentums aus dem „Christusmythos“ nicht erklären konnte. Infolge dieser Kritik entschärfte Strauß seinen Entwurf für die dritte Auflage von 1839, vertrat in der vierten Auflage jedoch wieder seine vorherige Position. In seinen folgenden Werken distanzierte er sich immer mehr vom Christentum und sagte sich schließlich ausdrücklich davon los. In seinem zweiten Leben Jesu, für das deutsche Volk bearbeitet (1863) erschien Jesus nur noch als Verkünder einer reinen Kultur- und Humanitätsreligion. 1865 folgte Der Christus des Glaubens und der Jesus der Geschichte, eine Abrechnung mit seinem Lehrer Friedrich Schleiermacher. 1872 erschien Der alte und der neue Glaube. Damit war das Christentum für Strauß völlig überflüssig geworden.

### Ernest Renan
Das Leben Jesu des französischen Religionswissenschaftlers Ernest Renan (1823–1892) wurde von der katholischen Kirche im Entstehungsjahr 1863 indiziert und ein Jahr später im Syllabus errorum von Papst Pius IX. verurteilt. In dem oft wiederaufgelegten Buch verarbeitete Renan Reiseerlebnisse in Judäa und Galiläa (1860), indem er Jesu Leben in poetisch-sentimentaler Form mit der dortigen Landschaft in Verbindung brachte und damit den sogenannten Galiläischen Frühling prägend beeinflusste. Dabei verbreitete er antijudaistische Stereotypen. Sein Jesus erschien als ungebildeter, naiver und sanfter Freund der Menschen und Tiere, der in einer idyllischen Gegend aufwuchs und ein neues, universales Gottesbild gegen den finsteren, nationalen JHWH der Israeliten stellte:

„Der Gott Jesu ist nicht der schreckliche Herr, der uns tötet, wenn es ihm gefällt, und uns rettet, wenn es ihm gefällt. Jesu Gott ist unser Vater. Man vernimmt ihn, wenn man dem leisen Ton lauscht, der in uns „Vater“ ruft. Der Gott Jesu ist nicht der parteiische Despot, der Israel als sein Volk auserwählt hat und es beschützt vor allen und gegen alle. Er ist der Gott der Menschheit […] Die bewundernswürdige Moral, die Jesus aus diesem Gottesglauben ableitet, ist nicht eine Moral von Enthusiasten, die den Weltuntergang nahe glauben und sich in finsterer Askese auf eine eingebildete Katastrophe vorbereiten, sondern die Moral einer Welt, die leben will und gelebt hat.“

Renan konnte den Universalismus der undifferenzierten Menschenliebe also nur im Kontrast zum Partikularismus der biblischen Bundes- und Rechtstheologie darstellen. Während Renan Jesus’ Gottessohnschaft bestreitet und jeden Hinweis auf Supranaturalismus vermeidet, wird seine Botschaft und sein Wille zur Errichtung einer Theokratie durch die „innere Stimme“ einer subjektiven Autoritätserfahrung verkündet. Hinzu kamen Motive eines Kitschromans mit rassistischen Anklängen:

„Sein liebenswürdiger Charakter und seine zweifellos hinreißende Schönheit, wie sie manchmal in der jüdischen Rasse erscheinen, schufen gleichsam einen Zauberkreis um ihn, dem sich niemand inmitten dieses gutmütigen, naiven Volkes entziehen konnte […] Ein Paradies auf Erden wäre es geworden, wenn die Gedanken des Meisters nicht zu sehr das Niveau der mittelmäßigen Güte überschritten hätten …“

In seiner „Geschichte der Leben-Jesu-Forschung“ bezeichnete Albert Schweitzer 1896 das Buch als „ein Ereignis in der Weltliteratur“ und kritisierte gleichzeitig dessen Stil als für einen Historiker kaum verzeihliche „romanhafte Phrasen“.

### Heinrich Julius Holtzmann
Der Neutestamentler Heinrich Holtzmann (1832–1910), exemplarischer Vertreter der liberalen Theologie, wollte Jesu „Persönlichkeit“ historisch rekonstruieren, um einen vom dogmatisierten Christusbild der Kirchen emanzipierten erneuerten Christusglauben zu begründen. Dazu übernahm er methodisch die von Christian Gottlob Wilke und Christian Hermann Weisse entwickelte Zweiquellentheorie. Sein Werk Die synoptischen Evangelien. Ihr Ursprung und ihr geschichtlicher Charakter (1863) verhalf dieser Theorie zum wissenschaftlichen Durchbruch. Von nun an galt das Evangelium nach Markus als das älteste der vier Evangelien, neben ihm die hypothetisch erschlossene Logienquelle Q als zweite schriftliche Vorlage des Matthäus- und Lukasevangeliums.
Holtzmann glaubte, dem Markusevangelium einen zeitlichen Verlauf des Lebens Jesu und eine individuelle psychische Entwicklung entnehmen zu können. Jesu „messianisches Bewusstsein“ sei erst allmählich gereift und habe ihn dann bewogen, nach Jerusalem zu ziehen. Diesen Wendepunkt zeige Mk 8,29ff : Dort redet erstmals ein Jünger Jesus als den „Christus“ an, worauf dieser mit der ersten Leidensankündigung des Menschensohns antwortet. (Heute gilt diese Stelle als redaktionelle Verknüpfung der Überlieferung zu Galiläa mit der folgenden Passionsgeschichte.) In diesen biografischen Rahmen fügte Holtzmann vermeintlich „authentische“ Worte Jesu aus der Logienquelle ein, die zu seinem Bild der reifenden Persönlichkeit Jesu zu passen schienen. Diesem Verfahren folgten weitere liberale Jesusbiografien des 19. Jahrhunderts, die das jeweilige Persönlichkeitsideal ihres Verfassers in den Quellen wiederzufinden meinten.

### Adolf von Harnack
Die unter dem Titel Das Wesen des Christentums veröffentlichte Vorlesungsreihe des Kirchenhistorikers Adolf von Harnack (1851–1930) gilt als Hauptwerk der liberalen Theologie vor 1914. Darin urteilte Harnack: Sämtliche Einzelmotive der Verkündigung Jesu seien zuvor im AT und im Hellenismus gelehrt worden. Jedoch habe Jesus seine Botschaft auf zwei Aussagen konzentriert und diese universalisiert: die „Vaterliebe Gottes“ und die „reine Menschenseele“. Daraus folgerte Harnack: „Nicht der Sohn, allein der Vater gehört in das Evangelium, wie es Jesus verkündet hat, hinein. […] Nicht an Jesus glauben, sondern wie er glauben, nämlich glauben an die Vaterliebe Gottes und den unendlichen Wert der Menschenseele …“
Im Gleichnis vom Verlorenen Sohn (Lk 15,11–32) fand Harnack Jesu Lehre konzentriert ausgedrückt. Gott verlange nichts: kein Sündenbekenntnis, kein Opfer, keine Leistung. Gott freue sich einfach über die Heimkehr seines Sohnes. Diese reine Gnade sei im Judentum, dem Glauben Jesu, schon vorhanden. Gottes Liebe überwinde die Erbsünde, das sündige, dem Materiellen verhaftete Begehren, und erneuere den rechtgläubigen, reinen Geist. Die Seele des Menschen sei und bleibe rein und könne durch Taten auf Erden nicht befleckt werden. Sie gehe rein wieder zu Gott ein. Das Judentum kenne diese Geborgenheit der Seele in Gott. Jedoch stehe es fest im Rahmen von heiligen Gesetzen und religiösen Pflichthandlungen, von denen das frühe Christentum viele übernommen und durch zahlreiche heidnische Bräuche ergänzt habe. Dabei habe sich ihre Bedeutung gewandelt. Jesu Lehre von der gnädigen Annahme der reinen Seele gehe durch die Mission in die ganze Welt.

### William Wrede und Ernst Troeltsch
Der NT-Historiker William Wrede (1859–1906) schrieb 1897 den kritischen Aufsatz Über Aufgabe und Methoden der sogenannten neutestamentlichen Theologie. Darin rechnete er mit seinen Vorgängern Ferdinand Christian Baur, David Friedrich Strauß und dem Neukantianer Albrecht Ritschl ab: Sie hätten im NT nur ihre eigenen zeitphilosophischen Schablonen als angebliche Lehrbegriffe von Jesus, Paulus, Johannes usw. wiedergefunden und nicht konsequent historisch nach der religiösen Bewegung gefragt, aus denen die NT-Schriften hervorgegangen seien. Das NT sei nicht als Abfolge theologischer Systeme, sondern als Teil der spätantiken Geschichte der Religion zu verstehen.
Mit dieser Auffassung begründete Wrede die Religionsgeschichtliche Schule in der NT-Forschung, deren hermeneutische Prämissen vor allem Ernst Troeltsch (1865–1923) ein Jahr darauf in seinem Aufsatz Über historische und dogmatische Methode in der Theologie systematisch entfaltete. Das historische Bild des Urchristentums sei nach den Prinzipien der Kritik, der Analogie und der Korrelation zu gewinnen. Historiker müssten die Wahrscheinlichkeit des Überlieferten kritisch nach Maßgabe der Analogien zu gleichartigen Vorgängen der sonst bekannten Vergangenheit und Gegenwart beurteilen; Korrelation setze voraus, dass alle Ereignisse in Wechselwirkung mit anderen Ereignissen stünden, so dass Geschichtserklärung Kontingenz (Zufall ohne erkennbare Ursachen) weitgehend ausschließe.
Diesem Programm gemäß zeigte Wrede 1901 mit der Schrift Das Messiasgeheimnis in den Evangelien, dass auch das Markusevangelium schon ein theologisches Konstrukt sei. Die Annahme, Jesus habe allmählich im Verlauf seines Wirkens ein Messiasbewusstsein entwickelt, lasse sich ihm nicht entnehmen. Die Texte, die Markus vorlagen, schilderten ihn als Lehrer und Wundertäter, aber nicht als Messias: Diese Deutung habe ihnen erst der Evangelist gegeben. Nicht Jesus selbst habe sich, sondern die Urchristen hätten ihn aufgrund ihres Auferstehungsglaubens als den Christus verkündet. Dazu habe Markus das Konzept des Messiasgeheimnisses entworfen: Danach verbot Jesus seinen Jüngern vor seinem Tod, ihn als den Christus zu verkünden. So deute auch die älteste NT-Quelle Jesu Wirken von vornherein als Offenbarung Gottes und biete keine Möglichkeit einer psychologisierenden Biografie.
Mit diesem Aufsatz war die liberale Leben-Jesu-Forschung an ihren vorläufigen Endpunkt gekommen: Die historische Kritik holte ihre eigenen Voraussetzungen ein.

### Radikale Skeptiker
Der Bonner Privatdozent Bruno Bauer (1809–1882) vertrat in seiner Aufsatzfolge Kritik der evangelischen Geschichte der Synoptiker (1841/1842) und Kritik der Evangelien (1850/1851) die These, Jesus habe gar nicht gelebt, sondern sei ein literarisches Kunstprodukt. Schon das älteste Evangelium nach Markus produziere einen Ablauf seines Lebens, statt ihn darzustellen. Damit griff er die bisherigen Ergebnisse der Quellenkritik auf, die gezeigt hatten, dass keiner der NT-Autoren an einer historischen Berichterstattung interessiert war, sondern Jesu Leben und Sterben als Christusverkündigung für die Gegenwart auf je eigene Weise gestaltete.
Der Bremer Pastor Albert Kalthoff (1850–1906) führte die Evangelien in seinem Buch Das Christusproblem. Grundlinien einer Sozialtheologie (1902) auf religiöse Bedürfnisse einer multikulturellen sozialen Bewegung zurück, die die jüdische Messiaserwartung kennengelernt und daraufhin die Figur Jesus erfunden habe, um diese Erwartung für die eigenen Anhänger zu bekräftigen.
Auf andere Weise erklärte auch der Karlsruher Philosophiedozent Arthur Drews (1865–1935) Jesus als Personifikation eines schon vor dem Christentum existierenden Mythos (Die Christusmythe, 1909). Er folgerte dies aus der seit David Friedrich Strauß gängigen Erkenntnis, dass sämtliche Hoheitstitel des NT für Jesus aus jüdischer und hellenistischer Mythologie auf seine Person übertragen worden seien.
Die literarisch, sozialpsychologisch und mythologisch begründeten Zweifel an Jesu Existenz wurden in jeder Forschergeneration von einzelnen Autoren erneuert, in jüngerer Zeit zum Beispiel von Karlheinz Deschner und Hermann Detering. Die Skeptiker verweisen immer wieder auf folgende Argumente:
- das Schweigen oder die Unzuverlässigkeit zeitgenössischer Historiker, die Jesus gar nicht oder nur als Gerücht erwähnen (siehe dazu Außerchristliche antike Quellen zu Jesus von Nazaret);
- ein hypothetisches Desinteresse des Paulus an Jesu Existenz und sein „mythisches“ Christusbild
- zahlreiche unauflösbare Widersprüche zwischen den (kanonischen) Evangelien, besonders zwischen den Synoptikern und dem Evangelium nach Johannes mit einer Tendenz zur immer stärkeren Vergöttlichung der „Figur“ Jesus.
- den zeitlichen Abstand der Evangelien zu den darin berichteten Ereignissen: Sie seien 40 bis 70 Jahre nach dem Tod Jesu entstanden.
- die Projektion des Osterglaubens in die Darstellung des Erdenwirkens Jesu: Gemeindebedürfnisse hätten die Überlieferung von Jesus so geprägt, dass sich daraus keine historischen Details herausfiltern ließen.
- den „Schriftbeweis“, wonach viele Einzelmotive der Passion erfunden worden seien, um Jesus als den von den biblischen Propheten vorhergesagten Messias darzustellen.
- die Unglaubwürdigkeit der Wundererzählungen, die sich zudem durch antike und religionsgeschichtliche Parallelen relativieren und als Kopien davon erklären ließen.
- die Voreingenommenheit der mehrheitlich von Christen unternommenen Jesusforschung. Deren fragwürdige Kriterien – besonders die behauptete Singularität der Jesusüberlieferung in der antiken Umwelt und der Vorrang der kanonisierten vor möglichen anderen Quellen – seien unzureichend und jederzeit durch neue Schriftfunde (wie die Schriftrollen vom Toten Meer) falsifizierbar.

Die meisten dieser Argumente hat die Forschung jedoch inzwischen relativiert. Das Vertrauen in einen historischen Kernbestand der Logienüberlieferung ist gerade durch außerchristliche, sozialgeschichtliche und judaistische Forschungsergebnisse gewachsen. Die Tatsache, dass schon die frühesten Überlieferungsschichten ein eschatologisches Verkündigungsinteresse zeigen, wird heute eher als Wirkung des historischen Jesus gesehen.

### Albert Schweitzer
Der Musiker, Arzt und Theologe Albert Schweitzer (1875–1965) verfasste bis 1906 den Forschungsüberblick Von Reimarus zu Wrede, den er dann stark erweiterte und ab der 2. Auflage 1913 unter dem Titel Geschichte der Leben-Jesu-Forschung veröffentlichte. Darin wies er nach, dass fast alle „Leben-Jesu“-Entwürfe die ethischen Ideale ihrer Autoren in die Texte hineinprojizierten.
Schweitzer erkannte nur die Forschung von Johannes Weiß (Die Predigt Jesu vom Reiche Gottes, 1892) als gültigen Beitrag zur historischen Erklärung der Verkündigung Jesu an. Weiß hatte nachgewiesen, dass Jesus das Reich Gottes als nahes, aber zukünftiges Weltende im Sinne des von Gott herbeigeführten Endgerichts verstand und nicht als innerseelische Gottesgegenwart, wie es die liberalen Theologen sich dachten. Schweitzer griff diese Arbeit auf und betonte, dass die jüdische Apokalyptik mit ihrer Erwartung einer überzeitlichen Endkatastrophe jeder Vorstellung eines weltimmanenten Fortschritts widerspreche. Er sah in ihr den gemeinsamen Rahmen der Verkündigung Jesu, der Jerusalemer Urgemeinde und des Paulus von Tarsus.
Schweitzers Werk gilt als weitgehende Widerlegung der liberalen Leben-Jesu-Forschung. Das optimistische Vertrauen in die Rekonstruierbarkeit einer „Persönlichkeit“ Jesu und seiner biografischen Entwicklung hatte sich als unhaltbare Projektion sachfremder Interessen und Prämissen in die NT-Quellen erwiesen. Damit war die Frage nach einem vom biblischen und kirchlichen Christusbild abweichenden historischen Jesus wieder völlig offen.

## Zweite Phase
Seit 1900 wurden die historisch-kritischen Methoden differenziert und erweitert: Neben die bis dahin vorherrschende Quellenscheidung der Literarkritik trat die Formgeschichte, die zuerst nach der Form (Gattung) eines Einzeltextes und dessen Gebrauch für seine Hörer und Leser („Sitz im Leben“) fragt.
Seit 1919 konfrontierte die Dialektische Theologie den „Historismus“ und anthropozentrischen Relativismus der liberalen Theologie mit einer grundsätzlich anderen theologischen Konzeption. Die Dialektische Theologie vertrat die Auffassung, das „Wort Gottes“ erhebe einen unverfügbaren und überzeitlichen Wahrheitsanspruch. Aus der historisch-kritisch gewonnenen Erkenntnis, dass bereits die ältesten Überlieferungsschichten des NT durchweg von Verkündigungsabsichten geformt waren, zogen Theologen wie Karl Barth, Emil Brunner, Eduard Thurneysen und andere den Schluss, dass die Suche nach dem historischen Jesus die Eigenabsicht der Texte nur verfehlen und die Christusbotschaft nicht begründen könne. Dabei griffen sie die Kritik Martin Kählers von 1898 auf, der die Prämissen der Leben-Jesu-Forschung als Erster theologisch in Frage gestellt hatte.
Nach 1945 bestimmte Rudolf Bultmanns Programm der „Entmythologisierung“ die Szene der NT-Wissenschaft: Er fand den eigentlichen Anstoß des Evangeliums nicht in der Übermittlung mythischer Dogmen, die dem vom naturwissenschaftlichen Weltbild geprägten Menschen nichts mehr sagen, sondern im Ruf zur Entscheidung für ein radikal neues Selbstverständnis der eigenen Existenz „aus Gott“.
Seit 1953 stellten Bultmanns Schüler dann die erneute Rückfrage nach dem historischen Jesus, um ein Sachkriterium für das „Christuskerygma“ zu finden. Parallel dazu vertraten Neutestamentler wie Joachim Jeremias, Julius Schniewind und Leonhard Goppelt einen konservativen Ansatz, der die Eigenverkündigung Jesu konstruktiv als kritischen Maßstab der Theologie und kirchlichen Verkündigung zur Geltung bringen wollte.

### Karl Ludwig Schmidt und Martin Dibelius
Im Anschluss an den Alttestamentler Hermann Gunkel führten die Neutestamentler Karl Ludwig Schmidt (1891–1956) und Martin Dibelius (1883–1947) 1919 die Formkritik in die NT-Forschung ein. Diese Methodik löste die bis dahin vorherrschende Literarkritik ab. Sie sucht nicht nach älteren Quellen für Jesu Eigenverkündigung, sondern nach der Form, Gattung und Eigenabsicht einer Texteinheit, die ihren „Sitz im Leben“, das heißt ihren Verwendungszweck für den jeweiligen Trägerkreis verständlich macht.
Schmidt bestätigte mit seinem Aufsatz Der Rahmen der Geschichte Jesu Wredes These: Dem Markusevangelium lasse sich keine Chronologie und Topografie der Ereignisse entnehmen, weil erst der Evangelist selbst die Texte in diese Abfolge gebracht habe, um einen solchen Ereignisablauf zu konstruieren. Daraus ergab sich die weitere methodische Frage nach den Gesichtspunkten und Aussageabsichten dieser Evangelienkomposition, also nach der Redaktionsgeschichte. Die Evangelisten erschienen damit wieder stärker als Autoren denn bloß als Redaktoren vorgegebener Quellen. Schmidt sah zum Beispiel, dass der Evangelist Matthäus die Texte des Markusevangeliums und der angenommenen Logienquelle in der Reihenfolge „Messias des Wortes“ (Lehre, Toraauslegung: Mt 5–7) und „Messias der Tat“ (Mt 8–12) gruppierte und weitere große Reden die Gleichnisrede (Mt 13 ) daraus komponierte, die seine Eigenverkündigung und die Probleme seiner Adressaten repräsentieren.
Dibelius folgte kurz darauf mit dem Aufsatz Die Formgeschichte des Evangeliums, der den Zweck der Gattung „Evangelium“ in der urchristlichen Gemeindeunterweisung verankerte.

### Joachim Jeremias
Joachim Jeremias (1900–1979) lebte 1910 bis 1915 in Jerusalem, studierte Theologie und orientalische Sprachen und wurde 1928 Direktor des Instituts für Judaistik in Berlin. Er gilt als einer der profundesten Kenner Palästinas zur Zeit Jesu, der archäologische, geografische, politisch-ökonomische und neutestamentliche Forschung verband.
Sein Hauptinteresse galt der Rekonstruktion der historischen Verkündigung Jesu auf dem Hintergrund des zeitgenössischen Judentums. Er beherrschte alle damaligen Sprachen und führte ein sprachliches Echtheitskriterium in die NT-Forschung ein: Authentisch sei ein Jesuswort allenfalls dann, wenn es sich vom Griechischen ins Hebräische und von da aus ins Aramäische, die Muttersprache Jesu, zurück übersetzen lässt.
Seine Hauptwerke Jerusalem zur Zeit Jesu (1923–1937), Die Abendmahlsworte Jesu (1935), Die Gleichnisse Jesu (1947), Die Bergpredigt (1959), Das Vaterunser (1962), Der Opfertod Jesu Christi (1963), Abba (Aufsätze 1966), Neutestamentliche Theologie 1. Teil: Die Verkündigung Jesu (1970) wurden in viele Sprachen übersetzt und erlangten ökumenische Bedeutung. Sie gelten heute noch als historische Standardwerke.

### Rudolf Bultmann
Rudolf Bultmann (1884–1976) studierte u. a. in Marburg Theologie bei Wilhelm Herrmann, Johannes Weiß und Wilhelm Heitmüller, einem Vertreter der religionsgeschichtlichen Schule. Er war Professor in Breslau (1916–1920), Gießen (1920–1921) und Marburg (1921–1951).
Er gehörte seit 1922 zur Bewegung der „dialektischen“ Theologen, die sich nach 1918 von der liberalen Theologie abwandten. In Marburg begegnete er Martin Heidegger und fand in dessen Existenzphilosophie die begriffliche Möglichkeit, Gott als „Ganz Anderen“ dennoch in Relation zum Menschen zu denken und die NT-Verkündigung existential zu interpretieren.
Er führte die formgeschichtliche Methode in seinem Standardwerk Geschichte der synoptischen Tradition für den gesamten Textbestand der Evangelien durch und ordnete die vielen einzelnen Textperikopen bestimmten literarischen Gattungen zu. Auf diese Weise erklärte er einen Großteil der Verkündigung Jesu als nachösterliche Gemeindebildung.
In seiner Theologie des Neuen Testaments ordnete er Jesus ganz in das Judentum ein und erklärte ihn zu den „Voraussetzungen“ des christlichen „Kerygmas“ (der Botschaft), nicht zu ihrem Thema. Er ließ die eigentliche Theologie – im Gegensatz zu Joachim Jeremias – also erst mit der Urgemeinde und Paulus beginnen. Er betonte, dass Paulus und der Autor des Johannesevangeliums nicht am irdischen Jesus interessiert gewesen seien und für deren Aussagen über Mensch, Gott und Welt eigentlich nur das formale Faktum – dass Jesus gekommen sei, nicht wer er sei und was er gesagt und getan habe – notwendig sei.
1941 verfasste Bultmann den Aufsatz Neues Testament und Mythologie. Darin erklärte er, dass die mythologische Form des Heilsgeschehens dem modernen Menschen nichts mehr sage und den eigentlichen Anstoß des Evangeliums – den Ruf zur Entscheidung für ein Sich-Verstehen „aus Gott“ – verdecke. Fasse man die Botschaft des NT jedoch existentiell auf, dann ließen sich die Texte „entmythologisieren“ und als Ruf zum Glauben als einem radikal neuen Selbstverständnis weiterverkünden.
Dieser Aufsatz wurde erst nach 1945 international bekannt. Als Teil der Sammlung Kerygma und Mythos (1948) löste Bultmanns Programm der Entmythologisierung eine heftige, bis heute anhaltende Debatte aus.

### Ernst Käsemann
Ernst Käsemann (1906–1998) wurde 1931 bei Bultmann in Marburg promoviert und gilt als dessen profiliertester Schüler. Als Professor für das NT an der Georg-August-Universität Göttingen hielt er 1953 eine Aufsehen erregende Vorlesung in Gegenwart Bultmanns (1954 veröffentlicht als Das Problem des historischen Jesus). Darin begründete er die neue Rückfrage nach dem historischen Jesus aus der Christusbotschaft der Urkirche selber: Da diese sich gegen den parallelen Gnostizismus durchgehend auf das Menschsein Jesu beziehe und die Identität des Gottessohnes mit diesem Nazarener voraussetze, seien die Evangelien als Darstellung des Erdenwirkens Jesu entstanden. Es sei daher theologisch sachgemäß, den Christusglauben an die Geschichte des irdischen Jesus „zurückzubinden“ und so vor Mythisierung und Beliebigkeit zu schützen.
Käsemann hielt also gegen seinen Lehrer Bultmann wie die liberale Leben-Jesu-Forschung gesichertes Wissen über den historischen Jesus für möglich, aber anders als sie nicht über sein „Bewusstsein“ und seinen Werdegang, sondern über seine Botschaft. Im Unterschied zur Literarkritik suchte er daher nicht nach älteren Quellen, sondern nach einem kritisch gesicherten Minimum authentischer Jesusworte. Um dieses festzustellen, legte er ein doppeltes Differenzkriterium an die synoptische Tradition an: „Echt“ sei ein Jesuswort, wenn es sich weder aus der jüdischen Umwelt noch aus Leben und Lehre des Urchristentums erklären lasse (Unableitbarkeitskriterium). Hinzu kamen die Kriterien der Mehrfachbezeugung und der Übereinstimmung (Kohärenz) mit anderen so als echt erwiesenen Jesusworten. Diese Kriterien haben sich in der Jesusforschung durchgesetzt und wurden 30 Jahre lang ihre dominierende Arbeitsmethode.
Dabei betonte Käsemann, der Christusglaube der Urchristen sei nicht davon abhängig, ob Jesus sich selbst als Messias verstand. Die ihm beigelegten Hoheitstitel hätten vielmehr auf seinen Anspruch reagiert, der in seiner Botschaft vom Reich Gottes und seinem Verhalten implizit enthalten sei. Diesen Anspruch sah Käsemann in dem unbedingten Entscheidungsruf Jesu an seine Generation („Kehrt um“) und in seiner radikalen Gesetzeskritik, die als „Ruf der Freiheit“, aus jüdischer Tradition herauszutreten und sich Gott unmittelbar zu stellen, zu verstehen sei.
Darüber hinaus sah Käsemann die jüdische Apokalyptik, in die er Jesu Botschaft einordnete, als prägendes Element der paulinischen Rechtfertigungslehre und „Mutter der Theologie des Neuen Testaments“ an. Insofern war er einer der letzten Neutestamentler, die einen historisch-theologischen Gesamtentwurf präsentieren konnten.

### Willi Marxsen
Willi Marxsen (1919–1993) habilitierte sich 1954 mit einer viel beachteten Arbeit über die Redaktionsgeschichte des Markusevangeliums. Damit führte er diesen Begriff in die deutschsprachige und internationale Exegese ein. Er erklärte das „Messiasgeheimnis“ als Überarbeitung (Redaktion) des Evangelienautors, der ältere überlieferte Stoffe auf diese Weise miteinander verknüpfte und deutete.
Marxsen sah anders als sein Lehrer Rudolf Bultmann eine inhaltliche Kontinuität zwischen dem Glauben der ersten Jesusanhänger und der nachösterlichen Christusverkündigung (dem „Kerygma“). Dabei betonte er, dass auch die vorösterlichen Texte nicht den historischen Jesus, sondern bereits den geglaubten Verkünder des Gottesreichs repräsentierten. Man stoße stets auf frühe Glaubenszeugnisse von Menschen, die sich durch Jesu Verkündigung verändern ließen und seine Botschaft dann weitergegeben hätten.
Marxsen analysierte auch die Auferstehungstexte und legte sie entmythologisierend aus: Die Aussage, Jesus sei leiblich auferweckt worden, sei eine Deutung der Zeugen, die auf das „Sehen“ (altgriechisch ὤφθη ophthae) reagiert und dabei damals geläufige apokalyptische Endzeiterwartungen übernommen hätten. Ostern habe für sie Jesu Botschaft in dem Sinne bekräftigt, dass der am Kreuz gescheiterte Glaube nunmehr neu gewagt wurde: Die Sache Jesu geht weiter. Demgegenüber seien die zeitbedingten Bilder und Vorstellungen keine heute wesentlichen Glaubensinhalte. Deshalb sah Marxsen sich Anfeindungen konservativer Theologen ausgesetzt, prägte aber viele Pastoren, Pfarrer und Neutestamentler.

## Dritte Phase
Etwa 1970 begann eine dritte Phase der Suche nach dem historischen Jesus, die von der bereits von Käsemann und Marxsen erkannten Bedeutung der Historie für den Glauben ausging. Außerdem standen Neutestamentler wie Otto Betz der Bultmann’schen Trennung von Glaube und Geschichte skeptisch gegenüber und fragten erneut nach dem historischen Kern der NT-Zeugnisse.
Die Jesusforschung versuchte nun das Auftreten Jesu aus einer konsequent historischen Perspektive im Gesamtkontext seiner Zeit zu erklären. Die dritte Phase ist durch einen fächer- und länderübergreifenden Methodenpluralismus gekennzeichnet: Neben traditionellen historisch-kritischen Literaturanalysen bezieht man viel stärker als früher außerbiblische Erkenntnisse aus der Archäologie, Sozialgeschichte, Kulturanthropologie, Orientalistik und Judaistik zur Entstehungszeit und Umwelt des NT ein. Der Forschungsschwerpunkt hat sich aus Mitteleuropa in die USA verlagert, wo auch frühchristliche Apokryphen als mögliche Primärquellen bewertet werden.
In der heutigen Forschung beachten Christen die Veröffentlichungen von Juden zu Jesus viel stärker als früher. Dazu hat ein jüdisch-christlicher Dialog entscheidende Anstöße gegeben. Nicht mehr Differenz und Kontrast, sondern vollständige Zugehörigkeit Jesu zum damaligen Judentum bildet den akzeptierten Konsens und Ausgangspunkt. Jesusworte werden nicht mehr nur dann als echt anerkannt, wenn sie sich sowohl vom damaligen Judentum als auch vom Urchristentum unterscheiden, sondern wenn sie nur im Rahmen des damaligen Judentums entstanden sein und den Glauben der Urchristen bewirkt haben können. Dadurch hat sich die früher oft betonte Kluft zwischen Jesus, dem Pharisäismus und dem Urchristentum stark relativiert: Man spricht eher von einer „Jesusbewegung“ und sieht diese ebenso wie das rabbinische Judentum als eng verwandte Weiterentwicklung des antiken palästinischen Judentums, zu dem Jesus gehörte.
Diese Bezugsgröße wird allerdings ihrerseits heute viel stärker in verschiedene Richtungen und Merkmale differenziert. Jesus wird auch als Jude sehr unterschiedlich eingeordnet, etwa als prophetischer Reformator, politischer Revolutionär, Exorzist und Wundertäter oder Wanderphilosoph nach Art des hellenistischen Kynismus.

### Ed Parish Sanders
Die wichtigsten Werke von Ed Parish Sanders (1937–2022) über Jesus sind Jesus and Judaism (1985) und The Historical Figure of Jesus (1996). In seinem ersten Buch stellt Sanders verschiedene Richtungen des antiken Judentums vor, die in ihrem Glauben an einen besonderen einmaligen Bund (covenant) Gottes mit den Israeliten konvergiert und darin das entscheidende Heil gefunden hätten. Diesen Glauben hätten auch Jesus und seine Anhänger vorausgesetzt und mit ihren jüdischen Zeitgenossen geteilt. Diese Position wird als „Bundesnomismus“ gekennzeichnet und bestimmt auch Sanders’ Deutung des Verhältnisses Jesu zur Tora und Reinheitshalacha.
In seinem zweiten Buch stellt Sanders jene Elemente der NT-Überlieferung heraus, die er für kaum bestritten historisch hält:
- Jesus wurde durch Johannes den Täufer getauft.
- Er war ein Galiläer, der predigte und heilte.
- Er berief Jünger und sprach über zwölf von ihnen.
- Er beschränkte seine Aktivitäten auf Israel.
- Er war in eine Kontroverse bezüglich des Tempels verwickelt.
- Er feierte ein letztes Mahl, bei dem er Brot und Wein mit einer Zeichenhandlung verband und auf seinen bevorstehenden Tod hindeutete.
- Er wurde außerhalb des Jerusalemer Stadtgebiets durch die römische Besatzungsmacht gekreuzigt.
- Nach seinem Tod waren seine Jünger weiterhin eine identifizierbare Bewegung.
- Mindestens Teile des Judentums verfolgten mindestens Teile der neuen Bewegung und diese Verfolgung dauerte bis zum Ende der Wirksamkeit von Paulus an (60er Jahre).

### Sozialgeschichtliche Forschung
Schon formgeschichtlich und judaistisch orientierte Neutestamentler lieferten detaillierte Forschungen zu den ökonomischen, sozialen und politischen Bedingungen und Zeitumständen, unter denen die Anhänger Jesu lebten, litten und kämpften: etwa Joachim Jeremias mit seinen ausgedehnten Studien zu Jerusalem zur Zeit Jesu (1923–1937).
Gerd Theißen, Luise Schottroff und Wolfgang Stegemann haben die soziologisch orientierte Jesusforschung in Deutschland seit 1970 verstärkt. Theißen vertrat mit der Soziologie der Jesusbewegung (1977) die These vom „Wanderradikalismus“ nicht nur der Jesusjünger, sondern auch anderer entwurzelter und vom Elend bedrohter Gruppen im damaligen Israel. Er erklärte die frühe Überlieferung der Logienquelle aus dieser Lebenssituation, fasste unter den Begriff Jesusbewegung aber alle Urchristen, die die nicht sesshafte Lebensweise der ersten Jesusanhänger teilten.
Schottroff und Stegemann differenzierten Theißens These in dem Buch Jesus von Nazareth – Hoffnung der Armen stärker. Während Jesus und seine Nachfolger zu den Bettelarmen gehört hätten, seien die Gemeinden des 1. Jahrhunderts bereits aus Armen und „mittelständischen“ Reichen zusammengesetzt gewesen. Im lukanischen Doppelwerk (Evangelium nach Lukas und Apostelgeschichte des Lukas) werde sichtbar, wie Jesu Besitzlosigkeit zur Forderung des Besitzverzichts und der Gütergemeinschaft an diese Christen umgewandelt worden sei. Dabei seien auch hellenistische Armutsideale eingeflossen.
Später untersuchte Stegemann Konsequenzen eines „Ethnizitätsmodells“ des Judentums, im Gegensatz zu einer neuzeitlichen Auffassung als Religion im Sinn einer „Abstraktion und Objektivierung einer komplexen Wirklichkeit“ (W. C. Smith). Dagegen seien in den antiken Mittelmeerkulturen religiöse Überzeugungen und Praktiken in die sozialen Institutionen Gemeinwesen und Familie eingebettet gewesen. Stegemann geht insofern über den Begriff des „gemeinsamen Judentums“ von E. P. Sanders hinaus, als er für die kollektive Identität des Volks der Judäer auch Wohngebiet, Sprache, Geschichtserzählungen oder Sitten als wesentlich ansieht. Daraus leitet er Kritik an der Vermutung der Zersplitterung des antiken Judentums in Sekten ab. Außerdem sei die Frage nach Jesu grundsätzlicher Haltung zur Tora falsch gestellt, weil sie Teil seiner derart umfassend verstandenen Identität war. Bei überlieferten Konflikten könne es sich nur um Auslegungsfragen im Rahmen der Tradition handeln.
Auch der Religionssoziologe Hans G. Kippenberg hat mit seinem Buch Religion und Klassenbildung im antiken Judäa (1982) entscheidende Informationen für die soziologische Einordnung der Jesusbewegung beigesteuert. Unter anderem Michael Ebertz ging vom auf Max Weber zurückgehenden Paradigma der charismatischen Herrschaft aus.
Im Rahmen ihrer feministisch geprägten biblischen Hermeneutik wendet sich Elisabeth Schüssler Fiorenza pointiert gegen eine Isolation Jesu als Mann sowohl von seinen Anhängern und Anhängerinnen als auch von anderen jüdisch-apokalyptischen Emanzipationsbewegungen.

### Das Jesus-Seminar
Das von Robert W. Funk und John Dominic Crossan 1985 in den USA gegründete Jesus-Seminar ist eine Gruppe von 50 bis 80 liberalen Neutestamentlern, darunter Marcus Borg und Gerd Lüdemann. Es versucht, authentisches Jesusmaterial festzustellen, in den ersten sechs Jahren seine Worte, seither auch seine Taten und ihn betreffende Ereignisse.
Das Seminar verwendet ungewöhnliche Echtheitskriterien: Das Thomasevangelium gilt wie die Logienquelle als frühe und zuverlässige Quelle, das Markusevangelium dagegen wie das Johannesevangelium als kaum auswertbar. Crossan vertritt zudem die auch im Seminar umstrittene These, ein Kern des apokryphen Petrusevangeliums sei die Quelle der Passionsberichte im NT. Keine Dialoge, längeren Reden und Bibelzitate, sondern nur kurze, prägnante Einzelsätze und Gleichnisse Jesu gelten als möglicherweise echt: und zwar bevorzugt dann, wenn sie sonst weder im jüdischen noch im frühchristlichen Kontext vorkommen, aber in als voneinander unabhängig geltenden Quellen mehrfach bezeugt sind.
Die Mitglieder tauschen ihre Forschungen aus, treffen sich zweimal jährlich, um sie zu diskutieren, und stimmen dann über die fraglichen Verse der Quellen ab: Jedes Mitglied kann sie als sicher, wahrscheinlich, unwahrscheinlich oder sicher nicht echt/historisch einordnen. Die Stimmenmehrheit entscheidet, was das Seminar als verifizierbare Datenbasis über Jesus akzeptiert. Forschertexte, Debatten und Abstimmungsergebnisse werden im Internet veröffentlicht und können dort auch von Laien diskutiert werden. Erste Ergebnisse wurden 1993 in dem Buch The Five Gospels herausgegeben; darin wurden mehrheitlich als echt (rot) oder jesus-ähnlich (rosa), ungewiss (grau) oder jesus-unähnlich (schwarz) erklärte Worte farblich markiert. Demnach werden etwa 18 Prozent aller in fünf Evangelien (die vier kanonischen Evangelien und das Thomasevangelium) überlieferten Jesusworte für echt gehalten.
Im Markusevangelium akzeptiert man nur Mk 12,17 , in der Bergpredigt nur sechs Sätze als echte Jesusworte, darunter die Anrede des Vaterunsers und den Imperativ „Liebet eure Feinde“. Fünf Gleichnisse gelten als jesuanisch. Alle Motive der Geburtsgeschichten, Leidensankündigungen, Auferstehungstexte und Wundertexte gelten als legendär; dabei wird anerkannt, dass Jesus wohl einige Kranke heilte. Von den Passionsereignissen gelten nur Jesu von Kajaphas veranlasste Übergabe an Pilatus und seine Kreuzigung als echt.
Robert Funk hat die historische Arbeit des Seminars mit dem Ziel der „Degradierung“ Jesu verbunden: Seine Göttlichkeit sei unglaubwürdig und von einem vergangenen Gottesbild des Theismus abhängig. Inkarnation, Jungfrauengeburt, Sühne, Auferstehung und Wiederkunft einer göttlichen Richtergestalt seien ein von Christen erfundenes, archaisch-mythologisches Rahmenwerk. Dieses sei aufzugeben und durch ein glaubwürdigeres und zeitgemäßeres Jesusbild zu ersetzen: Jesus habe eine Ethik des Vertrauens in die Güte der Schöpfung und des Nächsten vorgelebt. Damit übernahm Funk das wesentlich von Reimarus bestimmte liberaltheologische Programm, mit dem vermuteten, selbst konstruierten historischen Jesus die metaphysisch-orthodoxe Christologie zu entkräften, sowie Bultmanns Entmythologisierungsprogramm, das Jesusbild dem modernen Weltbild kompatibel zu machen.
Das Jesus-Seminar wird wegen seiner einlinigen Zielsetzung, der Zusammensetzung seiner Mitglieder, seines Anspruchs, einen repräsentativen Querschnitt der Jesusforschung zu vertreten, seiner Kriterien und seiner Abstimmungsmethodik kritisiert. Die meisten deutschsprachigen Neutestamentler und Jesusforscher distanzieren sich davon. Verschiedene evangelikale und konservative Theologen haben Kritiken und Gegenentwürfe veröffentlicht, etwa Michael J. Wilkins und J. P. Moreland oder William Lane Craig.
Der sozialgeschichtlich und judaistisch orientierte Neutestamentler Wolfgang Stegemann kritisiert das Jesusseminar als Neuauflage schon überwunden geglaubter liberaler Hermeneutik, sein Festhalten am doppelten Differenzkriterium, seine Bevorzugung apokrypher Texte und seine Sonderthesen, etwa die kynischer Einflüsse auf die Jesusbewegung. Bruce Chilton, früher Mitarbeiter des Seminars, kritisiert die methodische Festlegung auf das Ermitteln authentischen Materials, statt das Zustandekommen allen verfügbaren Materials aus der damaligen Kultur zu erklären. Zudem konstatiert er mangelnde Kenntnisse vieler Seminarmitglieder in semitischen Sprachen, ihre Bevorzugung von archäologisch bereits widerlegten griechischsprachigen und ihre Vernachlässigung jüdischer, aramäischsprachiger Einflüsse auf die Jesusbewegung. Er berichtet von wiederholten, Diskussionsergebnisse verfälschenden Abstimmungen unter Zeitdruck und fehlender Kritik an den eigenen für objektiv gehaltenen Prämissen.

### William Lane Craig
William Lane Craig (* 1949) nimmt einen konträren Standpunkt zum Jesus-Seminar ein, dessen Voraussetzungen, Methoden und Hypothesen er scharf kritisiert. Er geht als Religionsphilosoph von einer theistischen Weltsicht aus und hält die Evangelienberichte für zuverlässige historische Quellen. Sein besonderes Augenmerk gilt den Texten zum leeren Grab und zur Auferstehung Jesu, für deren Historizität er sowohl interne als auch historische Argumente aufführt.

### Nicholas Thomas Wright
Nicholas Thomas Wrights (* 1948) Hauptbeitrag zur Leben-Jesu-Forschung ist sein mehrbändiges Werk Christian Origins and the Question of God, von dem bisher drei Bände veröffentlicht sind.
- Im ersten Band The New Testament and the People of God beschreibt er ausführlich seine Methodik, dann das Judentum und dann das Christentum des ersten Jahrhunderts.
- Der zweite Band Jesus and the Victory of God gibt einen ausführlichen Überblick über die Leben-Jesu-Forschung und beschreibt dann Leben und Lehre Jesu, ausgehend vom Typus eines jüdischen Propheten.
- Der dritte Band erschien 2003 mit dem Titel The Resurrection of the Son of God. Wright untersucht darin die Vorstellungen vom „Jenseits“ und von der „Auferstehung“ vor, während, im und nach dem Neuen Testament.

Er beginnt mit dem Hellenismus, dann dem Alten Testament (AT) und Judentum des zweiten Tempels, dann Paulus, dann dem Urchristentum im NT, dann den Apokryphen und frühen Kirchenvätern bis zum dritten Jahrhundert.
Erst daraufhin untersucht er ausführlich die Ostergeschichten der Evangelien in Bezug auf die zuvor erarbeiteten Sichtweisen. Der letzte Teil diskutiert die wichtigsten Erklärungen für das Auferstehungsgeschehen und die Herausforderung, die es für den Historiker darstellt.
Wright geht in seiner Arbeit von einem sehr breiten historischen Ansatz aus, der als Primärquellen neben dem NT griechische Philosophie, die Texte von Qumran und Nag Hammadi ebenso berücksichtigt wie die Kommentare des Talmud zum NT. Er fragt nach der in narrative Texte eingebetteten jeweiligen Weltanschauung der verschiedenen historischen Gruppen und Personen.
Methodisch geht er einen Mittelweg zwischen historischem Positivismus und postmodernem Dekonstruktionalismus, den er kritischen Realismus nennt. Er sieht keinen Gegensatz zwischen Historie und Theologie, sondern geht davon aus, dass beide sich gegenseitig bedingen. Gleichzeitig hinterfragt er sowohl konservative wie moderne theologische Hypothesen. Er stellt eigenständige Hypothesen auf, die einige Lieblingsvorstellungen beider Seiten in Frage stellen. Darum verursachte dieser Band bereits einige Kontroversen und wurde von Theologen beider Lager scharf kritisiert. So diskutierte Wright 2005 öffentlich mit John Dominic Crossan über die Auferstehung.